# Jack Williamson
John Stewart Williamson, más conocido como Jack Williamson, (Bisbee, Arizona, 29 de abril de 1908 - Portales, Nuevo México, 10 de noviembre de 2006) fue un escritor estadounidense de ciencia ficción. Su carrera literaria se prolongó durante más de siete décadas, desde sus inicios como escritor de relatos en revistas "pulp" a finales de los años 1920, hasta sus últimas novelas escritas ya de nonagenario en la década de los años 2000. Fue el segundo autor, tras Robert A. Heinlein, en recibir el prestigioso galardón Gran Maestro Nébula que concede la Asociación de escritores de ciencia ficción y fantasía de Estados Unidos (SFWA). Asimismo, fue seleccionado junto con Hugo Gernsback, John W. Campbell y A. E. van Vogt para formar parte de la edición inaugural de 1996 del Salón de la Fama de la Ciencia Ficción.
A Williamson se le reconoce también como el inventor del término de «terraformación», en un relato de 1942 publicado en la revista Astounding Science Fiction.

## Biografía
John Stewart Williamson nació en Bisbee, en el Territorio de Arizona el 29 de abril de 1908. Fue el hijo mayor de una familia de granjeros. Vivió durante su infancia en Texas occidental, hasta que en 1915 su familia emigró a Nuevo México en un carromato cubierto. Allí vivieron en una pequeña cabaña de madera. Posteriormente se convirtieron en rancheros. Williamson soñaba con convertirse en científico, pero su familia carecía de los recursos económicos para proporcionarle una educación.
Williamson descubrió la biblioteca local y la utilizó para educarse. Así descubrió la mítica revista Amazing Stories y a los 20 años escribió su primera historia.
En medio de tormentas emocionales y creyendo que muchas de sus dolencias físicas podían ser de origen psicosomático, Williamson se sometió a evaluación psiquiátrica en 1933. Así consiguió resolver el conflicto que acarreaba entre razón y emoción. A partir de este periodo, sus historias adquieren un tono más realista. 
Hacia el año 1930 Williamson era un autor establecido dentro del género. Un adolescente Isaac Asimov recordaría años más tarde su emoción cuando, tras publicar su primera novela, recibió una postal suya felicitándole por su llegada a la ciencia ficción.
A Williamson se le suele acreditar la invención del término "terraformación" (para referirse a la transformación de un planeta o satélite en un hábitat adecuado para la vida terrestre) en un cuento titulado "Collision Orbit" publicado en el número de julio de 1942 de la revista Astounding Science Fiction.
Durante la Segunda Guerra Mundial trabajó de meteorólogo para el ejército de los Estados Unidos en Pacífico Sur.
Durante la década de 1950, Williamson se inscribió en la Eastern New Mexico University (ENMU) de Portales (Nuevo México) con la intención de actualizar sus conocimientos científicos, ya que sentía que las nuevas generaciones de escritores de ciencia ficción le "estaban dejando atrás". Williamson empezó cursando matemáticas y electrónica, pero tras realizar labores de profesor adjunto en la asignatura de literatura, decidió enfocar su carrera en tal dirección. Se graduó (B. A.) y luego obtuvo una Maestría (M. A.) en filología inglesa. En 1960 se unió al claustro de la ENMU, donde enseñó lingüística, literatura moderna y crítica literaria. En 1964 completó su título de doctorado Ph. D. en literatura inglesa en la Universidad de Colorado en Boulder. Su tesis doctoral trató sobre las primeras obras de H. G. Wells. Se jubiló de la enseñanza en 1977, pero permaneció asociado al mundo universitario.
En 1975 la SFWA lo nombró Gran Maestro, siendo el segundo autor, después de Robert A. Heinlein, en recibir dicho honor.
Murió en su residencia de Portales el 10 de noviembre de 2006 a la edad 98 años.

## Carrera literaria
Cuando contaba con 18 años Williamson había descubierto la ciencia ficción a través de la revista Amazing Stories, que por entonces aun se encontraba en su primer año de publicación. Años más tarde describiría la sensación como:

«When I discovered science fiction back in the 1920s, we were just beginning our transition to a technological society from an industrial era. The "sense of wonder" came from our excitement and delight with the scientific discoveries and new technologies that seemed to promise better and wider worlds to come.»
«Cuando descubrí la ciencia ficción en la década de 1920, justo acabábamos de empezar nuestra transición a una sociedad tecnológica desde una de la era industrial. El "sentido de maravilla" provenía de nuestra emoción y placer con los descubrimientos científicos y las nuevas tecnologías que parecían prometer mejores y más amplios mundos por venir.»
On Science Fiction in College, noviembre de 1996

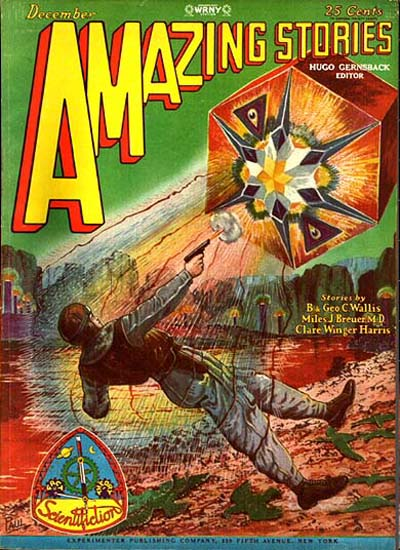
La primera historia publicada por Williamson, "The Metal Man", apareció en la portada del número de diciembre de 1928 de Amazing Stories

Su carrera literaria comenzó cuando Hugo Gernsback acepta y publica su relato "The Metal Man", que apareció en el número de diciembre de 1928 de Amazing. Williamson recibió 25 dólares por él, la mitad de lo que había recibido por una carta editorial publicada previamente.[cita requerida] Al año siguiente Gernsback perdió el control de Amazing Stories, pero continuó publicando relatos de Williamson en sus nuevas revistas Science Wonder Stories ―que serializó la novela corta The Alien Intelligence en los números de julio y agosto― y Air Wonder Stories ―que publicó el relato "The Second Shell" en el número de noviembre de 1929.
Al comienzo de su carrera, Williamson había establecido correspondencia con Miles J. Breuer, un doctor que escribía ciencia ficción en su tiempo libre. Bajo la tutela de Breuer, Williamson abandonó los elementos más fantasiosos por tramas más rigurosas, y mejoró su estilo narrativo. Williamson acostumbraba a enviar a Breuer esbozos y borradores para que los revisara. Juntos escribieron dos novelas: The Girl from Mars, que fue publicada en 1929 por la editorial de Gernsback ―como el primer volumen de una efímera colección bautizada como Science Fiction Series― y The Birth of a New Republic. En esta última novela las colonias de la Luna pasaban por una revolución similar a la Revolución Americana de 1776, un tema posteriormente empleado por otros escritores de ciencia ficción, particularmente por Robert A. Heinlein en La Luna es una cruel amante.

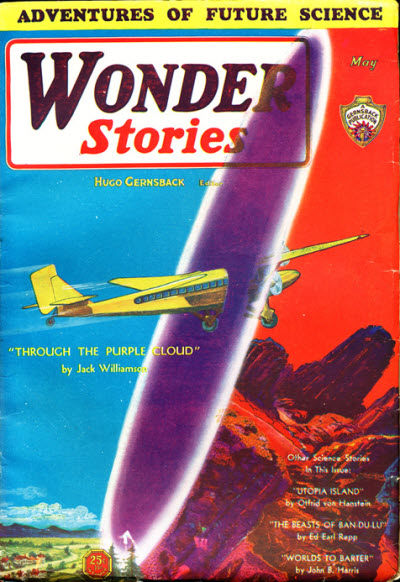
El relato "Through the Purple Cloud" en la portada de mayo de 1931 de Wonder Stories

En 1930, Williamson consigue su primera publicación fuera de una revista de Gernsback cuando el nuevo editor de Amazing Stories T. O'Conor Sloane acepta su novela The Green Girl y la publica serializada en los números de marzo y abril de ese año. Sloane también publicó en Amazing los relatos "The Cosmic Express" (Nov/1930) y "The Prince of Space" (Ene/1931), así como la novela que había escrito junto a Breuer The Birth of a New Republic, que apareció en el número del invierno de 1931 de Amazing Stories Quarterly. Y un tercer mercado le abriría las puertas con la aparición de la revista Astounding Stories, dirigida entonces por Harry Bates. Bates publicó los relatos "The Meteor Girl", "The Lake of Light" y "The Doom from Planet 4" en marzo, abril y julio de 1931 respectivamente. Gernsback, que había fusionado sus revistas en Wonder Stories, por su parte le publicó "Through the Purple Cloud" en el número de mayo de 1931 y "Twelve Hours to Live!" en el de agosto. Esta alternancia de publicaciones entre Amazing, Astounding y en menor medida Wonder Stories continuó durante los siguientes dos años, aunque también consiguió publicar varios relatos en Weird Tales ("The Wand of Doom", "The Plutonian Terror", "Invaders of the Ice World") y una novela corta en Strange Tales of Mystery and Terror (revista también editada por Bates).
El cambio de director en Astounding Stories a finales de 1933 no solo no perjudicó a Williamson sino todo lo contrario. Con F. Orlin Tremaine al mando, Williamson se convirtió en un contribuyente regular, apareciendo casi todos los meses: "Dead Star Station" (Nov/1933), "Terror Out of Time" (Dic/1933), "The Flame from Mars" (Ene/1934), "Born of the Sun" (Mar/1934). Pero el verdadero punto de inflexión fue la publicación de su novela The Legion of Space, que apareció serializada en Astounding en seis entregas entre abril y septiembre de 1934. La legión del espacio, que sería publicada en 1947 como novela independiente, catapultó a la fama a Williamson.
A pesar de su éxito en la Astounding de Tremaine, Williamson siguió publicando con Wonder Stories y Gernsback, como es el caso de la serialización de su novela corta Xandulu  entre marzo y mayo de 1934.
Para la década de 1940 Williamson había publicado muchas novelas en las revistas "pulp", incluyendo la serie de "La legión del espacio", una saga de ópera espacial de escala galáctica de gran éxito entre los lectores de ese tipo de publicaciones.
Durante los años 1960 y 1970, Williamson fue uno de los principales impulsores del estudio y la investigación académicos de la literatura de ciencia ficción. A partir de 1964 ofreció un curso sobre ciencia ficción como parte del curriculum de la ENMU, y en 1971 participó en la creación de la Science Fiction Research Association (SFRA), dedicada a promocionar la investigación académica y la enseñanza de la ciencia ficción. Allí sirvió como presidente del comité de enseñanza. También participó en las nacientes publicaciones académicas dedicadas al estudio de los géneros fantástico y de la ciencia ficción, como Extrapolation, Foundation y Science Fiction Studies. Además editó en 1980 Teaching Science Fiction: Education for Tomorrow, una antología con la pretensión de convertirse en un manual para profesores legos en la materia, y que contenía ensayos de autores como Isaac Asimov, Ursula K. Le Guin, Kate Wilhelm y James E. Gunn, así como material de estudiosos como el matrimonio Panshin y Neil Barron.
A comienzos de la década de 1980 Williamson trabajó en sus memorias, que aparecieron bajo el título de Wonder’s Child: My Life in Science Fiction (Bluejay Books, 1984). El libro recibió en 1985 el premio Hugo al mejor libro de no ficción. En 2005 fue publicada una segunda versión ampliada que cubría también el periodo 1984-2004.

## Obra
La extensa obra de Jack Williamson en el campo de la ficción está compuesta por 55 novelas, 11 novelas cortas, 38 relatos y más de un centenar de relatos cortos, además de dos años de historietas. A ello hay que añadir su autobiografía, sus publicaciones académicas y otros numerosos ensayos publicados a lo largo de su extensa vida.

### Ficción seleccionada
Novelas
- The Girl from Mars (1930); junto con Miles J. Breuer
- The Green Girl (1930)
- Sangre dorada (Golden Blood, 1933)
- Xandulu (1934)
- The Blue Spot (1935)
- Islands of the Sun (1935)
- El reinado de la brujería (Reign of Wizardry, 1940)
- La legión del espacio (The Legion of Space, 1947)
- Los humanoides (The Humanoids, 1949)
- Más oscuro de lo que pensáis (Darker Than You Think, 1948)
- The Cometeers (1950)
- La isla del dragón (Dragon's Island, 1951); también como The Not-Men
- The Legion of Time (1952)
- La cúpula de América (The Dome Around America, 1955); también como Gateway to Paradise
- Puente entre estrellas (Star Bridge, 1955); junto con James E. Gunn
- La Tierra a prueba (The Trial of Terra, 1962)
- One Against the Legion (1967)
- Bright New Universe (1967)
- Trapped in Space (1968)
- The Moon Children (1972)
- The Power of Blackness (1975)
- Brother to Demons, Brother to Gods (1979)
- The Humanoid Touch (1980)
- Manseed (1982)
- The Queen of the Legion (1983)
- Lifeburst (1984)
- Firechild (1986)
- Mazeway (1990)
- Beachhead (1992)
- Demon Moon (1994)
- The Black Sun (1997)
- The Fortress of Utopia (1998)
- The Silicon Dagger (1999)
- The Stone from a Green Star (1999)
- Terraformar la Tierra (Terraforming Earth, 2001)
- El misterio de Stonehenge (The Stonehenge Gate, 2005)

Novelas escritas junto con Frederik Pohl
| - Trilogía Undersea - Marinia (Undersea Quest, 1954) - Aventuras bajo el mar (Undersea Fleet, 1956) - Ciudad sumergida (Undersea City, 1958) | - Serie Cuckoo - Farthest Star (1975) - Wall Around A Star (1983) | - Trilogía Starchild - The Reefs of Space (1964) - Starchild (1965) - Rogue Star (1969) |

- El final de la Tierra (Land's End, 1988)
- The Singers of Time (1991)

## Premios
- 1975: Nombrado Gran Maestro por la Asociación de Escritores de Ciencia Ficción de América (SFWA)[2]
- 1985: Premio Skylark por su contribución a la ciencia ficción
- 1985: Premio Hugo de no ficción por su autobiografía Wonder´s Child[11]
- 1994: Premio Mundial de Fantasía por la labor de una vida
- 1996: Incluido en el Salón de la Fama de la Ciencia Ficción
- 2001: Premio Nébula de novela corta por Terraformar la Tierra
- 2001: Premio Hugo de novela corta por Terraformar la Tierra
- 2002: John W. Campbell Memorial por Terraformar la Tierra
- 2006: Premio Heinlein por sus destacadas obras de ciencia ficción dura y escritos técnicos sobre la exploración espacial